# Grupo Ponto de Partida
O Grupo Ponto de Partida é uma das principais companhias brasileiras de teatro.
Sediado em Barbacena, sua formação começou em 1980 e desde então coleciona diversos prêmios expressivos em âmbitos estadual, como a Medalha da Inconfidência Mineira, e nacional bem como carreira internacional.

## História
Em 1980, Ivaneé Bertolla, Regina Bertolla, Analice Souza e Lourdes Araújo resolveram formar uma associação cultural com a pretensão de fomentar o desenvolvimento da cultura da cidade de Barbacena.
Em 1984, o grupo decidiu focar seu desenvolvimento no teatro, decisão seguida pela montagem do espetáculo Contrastes baseado na obra musical de Chico Buarque de Holanda.
Em 2004, começa a trajetória da Bituca-Universidade de Música Popular, uma escola de música sediada em Barbacena com cursos gratuitos e voltados para a formação e descoberta de novos talentos. O nome Bituca é uma referência a Milton Nascimento, considerado padrinho da escola instalada na primeira fábrica de seda do Brasil. A unidade é mantida pelo Fundo Estadual de Cultura, Lei Rouanet, empresas privadas e esporadicamente pela Prefeitura de Barbacena.
Em 2005, a companhia mineira lançou um DVD baseado no projeto Ser Minas tão Gerais com a participação do coro Meninos de Araçuaí.
Ainda em 2005, representou o Brasil nas comemorações dos 50 anos da Unesco celebrada na Champs-Élysées.
Atualmente, é uma companhia de repertório, itinerante, independente, com 20 profissionais em atividade e dedicação permanente, 30 espetáculos montados e centenas de apresentações no currículo, além de passagens por diversas localidades do Brasil, África, Europa e América do Sul.

## Estilo e recepção crítica
A montagem dos espetáculos estabelece ligação direta com autores brasileiros, como Guimarães Rosa, Carlos Drummond de Andrade, Manoel de Barros, Jorge Amado, Adélia Prado, Bartolomeu Campos de Queirós, além de compositores como Milton Nascimento, Chico Buarque e Pablo Bertolla.
Segundo a revista Época, o grupo monta seus espetáculos após extensa e minuciosa pesquisa, a partir, especialmente, de investigação de peculiaridades regionais.
O Jornal do Brasil classifica o espetáculo Ser Minas tão Gerais, que envolve teatro, música e dança regional, como um "maravilhoso retrato do Brasil mineiro".
O compositor Fernando Brant defende que o grupo é formado por um "bando de gente comprometida com a vida, a arte e a humanidade".